# St Erney
St Erney – wieś w Anglii, w Kornwalia, w dystrykcie (unitary authority) Kornwalia. Leży 56,3 km od miasta Truro, 95,6 km od miasta Penzance i 319,8 km od Londynu. W latach 1870–1872 miejscowość liczyła 79 mieszkańców.